# SIG GL 5040附加型榴彈發射器
SIG GL 5040是一系列由瑞士槍械製造商SIG Arms AG為配合SIG SG 550系列突击步枪而研製和生產的的單發下掛式榴弹发射器，亦是目前瑞士軍隊的制式下掛式榴彈發射器，發射40×46毫米低速榴彈。它除了可以下掛於步槍的下護木，也可通過增加手槍握把及槍托配件改裝成一個獨立的肩射型榴彈發射器武器系統。

## 設計細節
作為下掛式榴弹发射器，SIG GL 5040可裝在搭配於其以上的SIG SG 550突击步枪的護木下方使用。另一方面，也可裝上手槍握把及伸縮式槍托組件改裝成肩射型榴彈發射器以獨立使用。
與M203相似的是，SIG GL 5040下掛於護木下方，下掛時需要取代原來步槍上的下護木。其扳機裝在步槍彈匣前方，發射時需要以彈匣充當握把。其主體結構分為裝填彈藥的滑動槍管及後方的擊發結構。裝填彈藥的方式為槍管滑動式，需先按下槍管套後端的鎖鈕並且讓槍管滑動以解鎖，便可從槍管後方裝填彈藥。由於採用槍管滑動式，因而雖然可讓榴彈發射器給左右兩手使用，但亦因而不可在必要時使用更長的彈藥。一旦讓槍管回復原位，撞針便會進入待發模式，之後瞄準方向且扣下板機，即可發射榴彈。
SIG GL 5040附有的側裝式立式標尺與象限測距瞄準具可裝上獨立改裝組件或步槍上使用，另外獨立式與下掛式均具有三導軌護木與頂部快速調節式戰術導軌適配器，獨立式GLG 40更可再增加托腮板與槍背帶。

## 衍生型
- GL 5040：下掛於SIG SG 550，基本型。
- GL 5140：下掛於SIG SG 551，頂部機匣因應步槍的下護木長度而縮短。
- GL 5340：下掛於SIG SG 552和553，頂部機匣因應步槍的下護木長度而進一步縮短，槍管也有所縮短。
- GL 5640：下掛於SIG SG 556，頂部機匣因應步槍的下護木長度而縮短，槍管也有所縮短。
- GLG 40（Grenade Louncher Gun 40）：增加裝有與SIG SG 550相同的手槍握把及槍托配件的擴展機匣改裝而成的獨立式肩射型榴彈發射器。

## 使用國
- 埃及
- 马来西亚
- 羅馬尼亞
- 瑞士
  - 瑞士軍隊：GL 5040被命名為40 mm Gewehraufsatz 97。

## 流行文化

### 电影
- 1994年—（法語：Léon）：下掛於SIG SG 540。
- 2004年—《暴力特區》：下掛於SIG SG 551，被黑幫成員所使用。

### 电子游戏
- 2007年—（S.T.A.L.K.E.R: Shadow of Chernobyl）：命名為“M203”，下掛於LR-300，廣泛被傭兵團和自由團所使用。
- 2008年—（S.T.A.L.K.E.R: Clear Sky）：命名為“M203”，下掛於LR-300，廣泛被傭兵團和自由團所使用。

## 外部連結
- （英文）—Swiss Arms: Grenade Launcher（页面存档备份，存于）
- （英文）—Swiss Arms GL 5040/5140 40 mm grenade launcher (Switzerland), Weapon accessories at Jane's